# Christian Konoval
Christian Konoval (5 de agosto de 2003) es un deportista estadounidense que compite en judo. Ganó una medalla de bronce en el Campeonato Panamericano de Judo de 2022, en la categoría de +100 kg.

## Palmarés internacional
| Campeonato Panamericano | Campeonato Panamericano | Campeonato Panamericano | Campeonato Panamericano |
| Año                     | Lugar                   | Medalla                 | Categoría               |
| ----------------------- | ----------------------- | ----------------------- | ----------------------- |
| 2022                    | Lima (Perú)             | Medalla de bronce       | +100 kg                 |